# 제임스 진
제임스 진(James Jean, 1979년 ~ )은 타이완계 미국인 미술가이다. 타이완에서 출생하여 미국으로 이민하였고, 뉴욕 스쿨오브비쥬얼아트(The school of visual art)에서 일러스트레이션학을 전공했다.

## 그림의 특징

### 동양적 요소
롯데뮤지엄이 주관하고 있는 제임스 진의 전시 《끝없는 여정》(Eternal Journey)에서 Artist Talk 인터뷰 중 아시아계(대만계) 미국인인 그는 미국인, 동양인으로서 어느 한 집단에도 완벽히 속하지 않는 그의 정체성에 대한 혼란을 작품에서 표현하기도 한다고 말했다. 실제로 그의 작품에서는 동양화 혹은 동양문화에서 볼 수 있는 요소들(동양인의 얼굴, 학, 호랑이, 거북이, 꽃, 우키요에 등)을 재해석하여 이용하고있다.

### 우울함과 어두움
모든 그림이 그런 것은 아니지만, 그의 그림들은 각자의 우울함과 어두움을 담고 있고 우울, 이를 넘어 그로테스크함까지 보여준다. 하지만 화려한 색감과 디테일한 형태, 구조 그의 상상력들은 어딘가 모르게 우울한 그의 그림들을 오히려 관객들에게 몽환적으로 다가가게 한다. 화려함과 우울함 상반된 두가지 성격이 부딪히면서 생기는 괴리감 혹은 새로움은 그의 그림의 가장 큰 특징이다.

## 그림의 변천사

### 대학교 졸업 직후
그는 졸업 후 DC코믹스의 코믹스 커버 아티스트로 일했다. 《페이블스》(Fables) 시리즈의 커버아트를 전담했으며, 코믹스 커버라는 상업적인 작업에서도 묻어난 그의 감각적인 개성덕에 Harvey Awards의 'Best Cover Artist'를 3년, 'Eisner Awards'를 5년 연속 수상한다. 이를 계기로 일러스트레이터로서의 입지를 다지게 되고 미국의 유명 일간지와 잡지들에도 그의 작업이 퍼지기 시작한다.

### ~2008
대학 재학 중 회화적인 작업들, DC코믹스에서의 상업적인 작업들 이후 피리, 동양인 아이, 일본의 우키요에를 참고한 듯한 동양적 요소들이 본격적으로 드러난다. 서양에서 그림을 배운만큼 아크릴, 유화, 콩테 등의 서양화 재료를 사용하지만 동양화적인 표현도 볼 수 있다. 지금의 제임스 진의 특징이 잡히기도 한 이 시기에 그는 프라다와 콜라보레이션 작업을 했다.

### ~2011
다른 시기와 다르게 이 때의 그림들은 매우 추상적이다. 불확실한 경계와 추상적인 형태, 거친 붓터치 등의 회화적인 시도들을 하였다.

### ~현재
그 만의 개성들이 축적되어 표현되고 있다. 몇몇 작품들이 눈에 띄게 밝은 에너지를 준다. 여태껏 찾지못한 즐거움, 기쁨과 같은 감정들이 그림에서 느껴진다. 아들에 대한 사랑이 작업으로 표출된 결과라고 그가 직접 말한 바 있다. 평면적인 일러스트레이션 뿐만 아니라 스테인드 글라스, 피겨, 악세사리와 같이 입체조형까지도 범위를 확장시키고 있다.

## 상업성
그는 그의 작품은 상업성 또한 매우 뛰어나다. 앞서 말했듯이 평면 일러스트레이션 작업 뿐만아니라 피겨를 제작하기도 하며 정식 스토어에서 판매중이다. 물론 일러스트레이션 작품도 판매한다. 전시장의 마지막 코너에서 판매하는 엽서, 포스터와 같은 일반적인 굿즈도 있지만 여기서 말하는 것은 그가 직접 디자인하고 제작한 높은 퀄리티의 작품들이다. 작품에 따라 다르지만 피규여는 한화 70-80만원 선, 복제프린트 일러스트레이션은 20-30만원 선이다.

### 브랜드와의 협업
제임스 진은 유명 명품 패션 브랜드 프라다, 스포츠 브랜드 나이키와 콜라보레이션을 진행했다. 이외에도 현재 잡지 보그, 롯데칠성음료와 협업을 진행 중이다.

### 영화 포스터 제작
패션 브랜드 뿐만 아니라 일러스트레이션 영화포스터를 제작하기도 했다.
- 쉐이프 오브 워터 (2017년)
- 블레이드 러너 2049 (2017년)
- 마더! (2017년)
- 사자 (2019년)